# Antipop
Antipop är ett album av Primus, utgivet 1999.
Flera kända gästartister medverkar på albumet, däribland Tom Morello, Tom Waits och James Hetfield.

## Låtlista
Samtliga låtar skrivna av Primus, om annat inte anges.
1. "Intro" - 0:17
2. "Electric Uncle Sam" - 2:56
3. "Natural Joe" - 4:12
4. "Lacquer Head" - 3:49
5. "The Antipop" - 5:33
6. "Eclectic Electric" - 8:34
7. "Greet the Scared Cow" - 5:10
8. "Mama Didn't Raise No Fool" (Tom Morello/Primus) - 5:04
9. "Dirty Drowning Man" - 4:48
10. "Ballad of Bodacious" - 3:28
11. "Power Mad" (Tom Morello/Primus) - 3:42
12. "The Final Voyage of the Liquid Sk" - 5:39
13. "Coattails of a Dead Man" - 9:57